# لومپن‌بورژوازی
لومپن‌بورژوازی (به انگلیسی: Lumpenbourgeoisie) اصطلاحی است که در مباحث نظریات وابستگی کاربرد فراوانی دارد. لومپن‌بورژوازی ترکیبی از دو کلمهٔ آلمانی (لومپن) و فرانسوی (بورژوازی) می‌باشد که برداشتی از مفهوم لومپن‌پرولتاریای کارل مارکس است و عمدتاً برای توصیف اعضای طبقهٔ متوسط و طبقات بالاتری که فاقد خودآگاهی جمعی و پایگاه اقتصادی هستند و از اربابان استعمار حمایت می‌کنند، مورد استفاده قرار می‌گیرد. این اصطلاح را آندره گوندر فرانک و قبل از آن پل باران در قرن بیستم ابداع و به کار بردند.

## آمریکای لاتین دههٔ ۱۹۷۰
این اصطلاح را جامعه‌شناسان توسعه از جوامع آمریکای لاتین در دههٔ ۱۹۷۰ استخراج کردند. 
آندره گوندر فرانک خود بیان کرده بود که این واژه را به‌طور مستقیم از lumpenproltariat (لومپن پرولتاریا) کارل مارکس در کتاب « هیجدهم برومر لوئی بناپارت » برداشت کرده‌است. فرانک معتقد بود که نخبگانِ جوامع استعماری و نواستعماری آمریکای لاتین اگر چه در برخی سطوح شبیه به بورژوازی کشورهای اروپایی بودند اما آن‌ها یک تفاوت عمده داشتند. این افراد در جوامع استعماری شبیه به لومپن پرولتاریای مارکس در کتاب « هیجدهم برومر لوئی بناپارت »، اجتماعی فاقد طبقهٔ مشخص هستند که مدام از سوی سرمایه‌داری مورد دخالت واقع می‌شدند و گاهی نیز به خشونت و جنایت گرایش پیدا می‌کردند. این نخبگان اگرچه به‌طور مستقیم در جنایت‌ها مداخله نمی‌کردند ولی با حمایت از استثمارگران خارجی باعت نابودی اقتصاد بومی می‌شدند. استعمارگران خارجی برای تسهیل در بهره‌برداری از منابع و کالاهای بومی جهان سوم، نخبگان محلی آن مناطق را در سیستم خود ادغام می‌کنند یعنی نخبگان نقش میانجی را ایفا می‌کنند و با واسطه قرار گرفتن بین محلی‌ها و استثمارگران خارجی، سبب خروج آسان‌تر این منابع می‌شوند. نخبگان محلی پس از ادغام، بیش از پیش وابسته به سیستمی می‌شوند که در آن بر جمع‌آوری «تولید مازاد» مستعمرات نظارت می‌کنند و پیش از فروش کالاهای باقیمانده به خارج از کشور، قیمت‌ها را کاهش می‌دهند. فرانک برای توصیف این سیستم اقتصادی استعماری، مفهوم «lumpendevelopment» و برای معرفی کشورهای تحت‌تأثیر «lumpenstates» را به کار برد.